# Ветто
Ветто (итал. Vetto) —  коммуна в Италии, в провинции Реджо-нель-Эмилия области Эмилия-Романья.
Население составляет 1972 человека, плотность населения составляет 37 чел./км². Занимает площадь 53 км². Почтовый индекс — 42020. Телефонный код — 0522.
Покровителем коммуны почитается святой Лаврентий, празднование 10 августа.